# Log (Einheit)
Log war ein Volumenmaß für Flüssigkeiten und gilt als ein antikes hebräisches Maß. Das Volumen soll sechs mittleren Hühnereiern entsprochen haben. Es ist bereits in der Bibel im 3. Buch Moses erwähnt.
- 1 Log = 0,29 Liter[2] (aus den Beziehungen der Maßkette errechnet 0,2792 Liter)
- 12 Log = 1 Hin = 1,66 Issaron = 3 Kab

Die Maßkette war:
- 720 Log = 180 Kab = 100 Issaron = 60 Hin = 30 Seah = 10 Bath/Epha = 2 Letech = 1 Cor/(C)homer = 201 Liter (entsprach 4320 Eier[3])